# 김중만 장군 공신록 및 교지
김중만 장군 공신록 및 교지(金重萬 將軍 功臣錄 및 敎旨)는 대한민국 경기도 안성시 대덕면 토현리에 있는, 조선 영조 5년(1729)에 무신 김중만에게 1728년 이인좌와 정인량의 반란을 평정한 공로로 분무공신 2등에 봉한다는 교서와 이에 대한 포상으로 노비 등을 내린다는 교지이다. 1981년 7월 16일 경기도의 유형문화재 제110호로 지정되었다.

## 개요
조선 영조 5년(1729)에 무신 김중만에게 1728년 이인좌와 정인량의 반란을 평정한 공로로 분무공신 2등에 봉한다는 교서와 이에 대한 포상으로 노비 등을 내린다는 교지이다.
김중만은 조선 숙종 38년(1712)에 무과에 합격한 후 이인좌의 난(1728)을 평정했으며, 후에 충청도수군절도사를 지낸 인물이다.
이 교서에는 포상내용이 구체적으로 기록되었는데 토지는 밭 14결 29부 4속, 논 9결 40부 4속, 노비 34명이다. 그러나 당시 교서에는 명나라 의종의 휘호와 겹친다는 이유로 분무공신 명칭을 쓰지 않고 영조 40년(1764)에 양무공신으로 바뀌었지만 영조 5년에 내린 이 교서에는 분무공신의 호칭이 그대로 쓰이고 있다.
이 교지와 교서 외에 김중만의 영정(보물 제715호)이 함께 전해지고 있다.

## 같이 보기
- 김중만 초상 - 보물 제715호

## 참고 문헌
- 김중만장군공신록및교지 - 국가유산청 국가유산포털